# Kanał Thielle

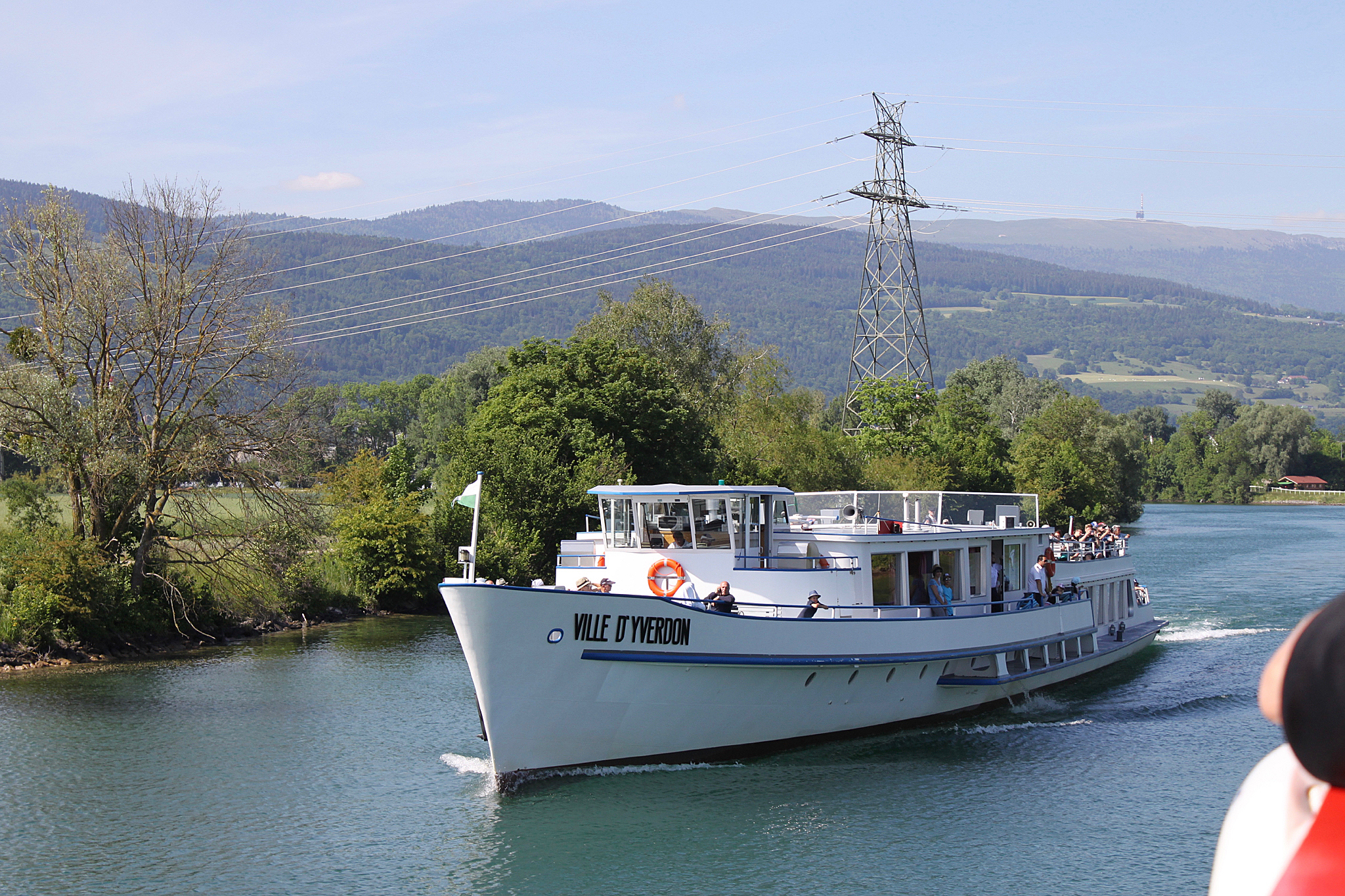
MS "Ville d'Yverdon" na Kanale Thielle

Kanał Thielle w rejonie Zihlbrücke na zdjęciu archiwalnym z 1938 r.

Kanał Thielle (fr. Canal de la Thielle, niem. Zihlkanal) – żeglowny kanał długości 8,5 km w zachodniej części Szwajcarii, łączący jeziora Neuchâtel i Bienne. Stanowi formalnie fragment toku rzeki Thielle.

## Położenie
Łączy północno-wschodni koniec jeziora Neuchâtel z południowo-zachodnim krańcem jeziora Bienne. Znajduje się w dorzeczu najdłuższej rzeki Szwajcarii, Aare. Biegnie wzdłuż niego granica kantonów Neuchâtel i Berno.

## Historia
Kanał Thielle został zbudowany razem z Kanałem Broye, który łączy jeziora Neuchâtel i Murten, w ramach tzw. korekty wód Jury. Korekta wód Jury, realizowana w 2 etapach, miała rozwiązać problemy częstych powodzi w rejonie Seeland. Pierwszy etap korekty wód Jury miał miejsce w latach 1868-1891. W jej trakcie, poczynając od 1875 r., całkowicie przebudowano odcinek rzeki Thielle między obydwoma jeziorami, prostując, poszerzając i pogłębiając jej koryto oraz dostosowując je do nowego, obniżonego o ok. 2,7 m poziomu wód tych jezior.
W 1891 roku ukończono oba kanały, dzięki czemu można było objąć uprawą często zalewany, bagnisty Seeland.

## Parametry
W zależności od miejsca kanał ma od 70 do 90 m szerokości oraz od 7 do 11 m głębokości. Średni przepływ wody w latach 1984-2016 na punkcie pomiarowym w Gampelen (Zihlbrücke) wyniósł 54,2 m³/s. Średni przepływ powodziowy z tego okresu wyniósł 77,8 m³/s.
Najwyższy kiedykolwiek zmierzony przepływ powodziowy w kanale wyniósł 318 m³/s (w 2002 r.).
Woda w Kanale Thielle przepływa zwykle z jeziora Neuchâtel do jeziora Bienne, ale w przypadku wylewu Aare może płynąć w przeciwnym kierunku; duże jezioro Neuchâtel służy wówczas jako zbiornik buforowy.

## Inne
Do kanału Thielle uchodzi z prawej strony kilka mniejszych kanałów: Iserkanal wraz z Seebodekanal (w Thielle) oraz kanały odwadniające równinę Grissemoos, usytuowaną między kanałem Thielle a ciągiem wzgórz Jolimont. Z lewej w Cornaux uchodzi do kanału potok Le Bois-Rond.
W kilku miejscach zachowały się jeszcze fragmenty starorzeczy dawnego, krętego koryta Thielle. Największy z nich, długości blisko 2 km, zwany La Vieille Thielle (Stara Thielle), znajduje się pomiędzy Le Landeron a Cressier.
Brzegi kanału są w większości zagospodarowane. M.in. biegnie wzdłuż niego szutrowa droga, licznie uczęszczana jako szlak rowerowy.
Kanał jest terenem wykorzystywanym przez wędkarzy. Jego ichtiofauna jest identyczna jak w obu jeziorach. Łowione są w nim głównie okoń pospolity, płoć, leszcz i szczupak pospolity.